# Silvia Hunte
Silvia Hunte Zambrano (Ancón, Panamá, 14 de abril de 1938) es un atleta panameño, velocista, medallista de los Juegos Panamericanos, participante de los Juegos Olímpicos.

## Biografía
Ganó tres medallas en los VIII Juegos Centroamericanos y del Caribe en Caracas: oro en el relevo 4×100 metros (compuesto por Marcela Daniel, Lorraine Dunn, Hunte y Jean Holmes) y bronce en los 80 metros con vallas y salto hacia arriba. En los Juegos Panamericanos de 1959 en Chicago, el equipo panameño de relevos 4 × 100 metros integrado por Daniel, Holmes, Hunte y Carlota Gooden ganó la medalla de plata. Individualmente, Hunte ocupó el sexto lugar en jabalina y fue eliminado en la ronda de clasificación de los 80 metros con vallas. Participó en los Juegos Olímpicos de Roma 1960, donde fue eliminada en la ronda de clasificación del relevo 4 × 100 metros. Ganó el relevo 4 × 100 metros (compuesto por Hunter, Gooden, Dunn y Holmes) en los Juegos Iberoamericanos de 1960 en Santiago. Ganó medallas de plata en los 100 metros y 200 metros en los Juegos Bolivarianos de 1961 en Barranquilla, en ambas ocasiones detrás de su compañero panameño Jean Holmes.